# Departement der Elbe- und Weser-Mündung
Das Departement der Elbe- und Weser-Mündung, auch Nord-Departement genannt, (französisch: Département des Bouches de l'Elbe et du Weser) war zwischen März und Dezember 1810, also für neun Monate, Teil des Königreichs Westphalen. Der Name Nord-Departement war, vor der Eroberung Belgiens (1795), der des nördlichsten französischen Départements.

## Geschichte
Die Vereinigungsurkunde vom 14. Januar 1810 wurde zwar nicht bekannt gemacht, dennoch verkündete Jerome Bonaparte, König von Westphalen, am 1. März 1810 von Kassel aus die Eingliederung des Kurfürstentums Hannover in sein Königreich.
Ausgenommen wurde Lauenburg, das dem Kaiser Napoleon gehörte und am 23. März eine eigene Administration (einschließlich Postwesen) erhielt. Die neue Hannoversche Administration sollte am 1. September 1810 ihre Arbeit aufnehmen. Der Code Napoléon trat in Kraft. Das Rechnungsjahr, nun im westphälischen Steuerfuß, sollte Anfang 1811 beginnen.
Notwendig war auch eine neue territoriale Einteilung der 25.410 km2 mit 647.000 Einwohnern. Das Fürstenland bildete einen Teil, der Uferstrich der Elbe ein zweites und der fruchtbare Landstrich zwischen Aller und Leine mit dem Land an der Weser den dritten Teil.
Integriert wurden das Fürstentum Calenberg, das Herzogtum Lüneburg, die Herzogtümer Bremen und Verden, die Grafschaften Hoya und Diepholz, das Land Hadeln, die Herrschaft Spiegelberg und das Fürstentum Lauenburg mit insgesamt 218.615 Seelen.
Somit umfasste das Königreich etwa 2,6 Millionen Untertanen, wodurch es zum zweitgrößten Land im Rheinbund aufstieg. Unter mehreren Veränderungen der älteren Departements kamen die Departements der Elbe- und Weser-Mündung, das Departement der Nieder-Elbe und das Departement der Aller hinzu.
Als neugeschaffenes Departement entstand dann am 1. September 1810 das Departement der Elbe- und Weser-Mündung. Es wurde gebildet aus dem Herzogtum Bremen (ohne die sogenannte „Dritte Meile“ mit der Stadt Buxtehude, diese kam ins Departement der Nieder-Elbe), aus dem Land Hadeln, aus dem größten Teil des Fürstentums Verden, aus den drei Lüneburgischen Ämtern Walsrode, Ahlden und Rethem, aus dem nördlichsten Teil der Grafschaft Hoya, den Ämtern Westen und Syke und aus dem Kanton Thedinghausen des Departements der Weser des Königreichs Westphalen. Hauptort des Departements wurde Stade. Als Präfekt wurde der vormalige Polizeidirektor und erster Leiter der 1809 gegründeten Polizeidirektion Hannover Heinrich August Meyer eingesetzt.
| Distrikt    | Kantone |
| ----------- | --- |
| Stade       | Otterndorf, Neuenkirchen, Neuhaus, Oberndorf, Lamstedt, Osten, Freiburg, Drochtersen, Stade, Himmelpforten, Steinkirchen, Jork, Horneburg, Harsefeld, Selsingen und Zeven |
| Bremervörde | Lilienthal, Osterholz, Ritterhude, Blumenthal, Hagen, Stotel, Lehe, Bederkesa, Dorum, Beverstedt, Bremervörde, Ottersberg und Hanstedt.                                   |
| Verden      | Alt-Syke, Neu-Syke, Thedinghausen, Martfeld, Achim, Rotenburg, Verden, Rethem, Westen, Walsrode und Hudemühlen                                                            |

Ab dem 1. Januar 1811 gab es das Departement der Elbe- und Weser-Mündung nicht mehr. Es wurde aufgrund französischer Entschließung mit anderen Teilen des Königreichs Westphalen sowie mehreren Mitgliedern des Rheinbundes – als dessen Protektor Napoleon fungierte – und der drei vormals freien, aber nun schon seit mehreren Jahren französisch besetzten Hansestädte Bremen, Hamburg und Lübeck annektiert. Die annektierten Gebiete wurden auf die neu geschaffenen vier französischen „hanseatischen Departements“ verteilt. Das Departement der Elbe- und Weser-Mündung wurde fast mittig geteilt; die nordöstlichen Teile kamen zum neuen Département des Bouches de l’Elbe, die südwestlichen zum neuen Département des Bouches-du-Weser.

## Postmeister im Departement der Niederelbe
Das Königreich Westphalen hatte die Posthoheit im Lande (siehe Postgeschichte des Königreichs Westphalen).
- Brockhagen Expediteur: Meyer-Elmendorf (1810–1813)
- Dahlenburg Expediteur Buhlert